# روبرت كوزما
روبرت كوزما (بالإنجليزية: Robert Kozma)‏ هو رياضياتي وعالم حاسوب أمريكي، ولد في 1951.